# L'università dei gatti
L'università dei gatti (Katnip Kollege) è un film del 1938 diretto da Cal Howard e Cal Dalton. È un cortometraggio d'animazione della serie Merrie Melodies, uscito negli Stati Uniti l'11 giugno 1938.

## Trama
Nella classe di "swingologia" del Katnip Kollege, frequentato da gatti, il professore richiede ad ogni studente di cantare le lezioni a ritmo di swing. Johnny Cat proprio non ce l'ha, così il professore lo costringe a indossare il berretto da somaro. Kitty Bright gli restituisce il suo pegno d'amicizia mentre lascia la stanza, dicendogli che lo riprenderà quando lui avrà imparato lo swing.
Più tardi quella notte, mentre tutti gli altri gatti cantano all'aperto, Johnny viene improvvisamente ispirato dal ritmo del pendolo di un orologio. Così corre ad unirsi al gruppo e sciocca tutti con un'impeccabile resa swing di "Easy as Rollin' Off a Log" dal film Over the Goal, cantata (e suonata) a Kitty. Alla fine della canzone, Kitty bacia ripetutamente Johnny.

## Distribuzione

### Edizione italiana
Nel 1989 il corto fu trasmesso, in inglese sottotitolato, all'interno della rubrica di Raitre BlobCartoon. Il doppiaggio fu eseguito dieci anni dopo, sempre per la trasmissione televisiva, dalla Time Out Cin.ca e diretto da Massimo Giuliani su dialoghi di Gabriella Filibeck. Non essendo stata registrata una colonna internazionale, fu sostituita la musica presente durante i dialoghi e le canzoni furono mantenute in inglese (sottotitolate nell'edizione DVD).

### Edizioni home video

#### VHS
America del Nord
- The Golden Age of Looney Tunes Volume 1: 1930s Musicals (1992)

#### Laserdisc
- The Golden Age of Looney Tunes (11 dicembre 1991)

#### DVD e Blu-ray Disc
Il corto fu pubblicato, in inglese sottotitolato, come contenuto speciale nel primo disco della prima edizione DVD-Video de La leggenda di Robin Hood, uscita in America del Nord il 30 settembre 2003 e in Italia il 21 gennaio 2004. Fu poi inserito nel quarto disco della raccolta Looney Tunes Golden Collection: Volume 2 (intitolato Looney Tunes All-Stars: On Stage and Screen) distribuita in America del Nord il 2 novembre 2004; il DVD fu pubblicato in Italia il 16 marzo 2005 nella collana Looney Tunes Collection, col titolo All Stars: Volume 3. In America del Nord fu inserito anche nel secondo disco della raccolta DVD Looney Tunes Spotlight Collection Volume 2, uscita il 2 novembre 2004. Fu poi inserito come contenuto speciale nell'edizione Blu-ray Disc de La leggenda di Robin Hood, uscita in America del Nord il 26 agosto 2008. Fu poi incluso nel secondo disco della raccolta Looney Tunes Platinum Collection: Volume One, uscita in America del Nord in BD il 15 novembre 2011 e in DVD il 3 luglio 2012. In seguito è stato inserito anche nel DVD Looney Tunes Musical Masterpieces, uscito in America del Nord il 26 maggio 2015.